# Cordillera Real (Bolivia)
La cordillera Real es una cadena montañosa en el altiplano de Bolivia. Esta cordillera de montañas de plegamiento, en su mayor parte de granito, se encuentra ubicada al sureste del Lago Titicaca, y al este de la ciudad de La Paz, mide 125 km de extensión y 20 km de ancho. A pesar de que se encuentra a solo 17° al sur del Ecuador, la cordillera Real aloja numerosos glaciares. Ello se debe a la proximidad con la cuenca del Amazonas con sus grandes masas de aire húmedo.

## Montañas
La montaña más elevada de la cordillera es el Illimani a 6438 m. Otros picos que se destacan son:
| - Ancohuma, 6427 m - Illampu, 6368 m - Layqa Qullu, 6166 m - Ch'iyar Juqhu, 6127 m - Huayna Potosí, 6088 m - Chachacomani, 6074 m - Pico del daniel, 6070 m - Khunu Tawa, 5981 m - Mamaniri, 5970 m - Qullu Wich'inka, 5970 m - Wayna Illampu, 5950 m - Qutaña (Pico mio), 5933 m - Janq'u Piti, 5918 m - Qillwani, 5828 m - Pirámide, 5906 m - Kimsa Qullu, 5893 m - Qalsata, 5874 m - Mururata, 5871 m - Laram Quta, 5840 m - Q'asiri, 5828 m - Uma Jalanta, 5723 m - Kunturiri, 5648 m - Wila Lluxi, 5596 m - Phaq'u Kiwuta, 5589 m - Chuyma Ch'iyara, 5578 m - Sirk'i Qullu, 5546 m - Janq'u Laya, 5545 m - Warawarani, 5542 m - Wiluyu Janq'u Uma, 5540 m - Yapuchañani, 5526 m - Llamp'u, 5519 m - Janq'u Uyu, 5512 m - Jisk'a Pata, 5508 m - Milluni, 5483 m - Imasiña, 5458 m - Patapatani, 5452 m - Chiqapa, 5450 m - Silla Pata, 5442 m - Wintanani, 5428 - Pulpituna, 5426 m - Jach'a Pata, 5424 m - Chacaltaya, 5421 m - Jathi Qullu, 5421 m - Nasa Q'ara, 5416 m | - Pura Purani T'uxu, 5416 m - Ch'iyar Qullu, 5398 m - Mullu Apachita, 5368 m - Qulin Tuqu, 5368 m - Ch'iyar Qirini, 5363 m - Jach'a T'uxu, 5358 m - Mik'aya, 5342 m - Tilata, 5336 m - Qala Uyu, 5324 m - Wak'ani, 5321 m - Pura Purani, 5318 m - Wila Jisk'a Pata, 5310 m - Qutapata, 5300 m - Jach'a Qullu, 5298 m - Qutapata, 5288 m - Saltuni, 5284 m - Wari Umaña, 5264 m - Jist'aña, 5260 m - Kuntur Jipiña, 5260 m - Wila Wilani, 5250 m - Wila Lluxita, 5244 m - Wila Wila, 5240 m - Q'asiri, 5224 m - Parqu Quta, 4910 m - Jisk'a Turini, 4905 m - Parqu Quta, 4900 m - Qawiña, 4900 m - Q'iya Q'iyani, 4898 m - Qullqi Chata, 4876 m - Wari Wachana, 4745 m - Wich'u Apachita, 4708 m - Q'iya Q'iyani, 4704 m - Inka, c. 4700 m - Sankayuni, 4646 m - Chankuni, 4638 m - Janq'u Qalani, 4592 m - Ullumani, 4428 m |